# Turís
Turís è un comune spagnolo di 4 879 abitanti situato nella comunità autonoma Valenciana.